# Timágenes
Timágenes (en griego antiguo: Τιμαγένης; Alejandría, siglo I a. C. - Albano Lazio, siglo I a. C.), también conocido como Timágenes de Alejandría, fue un antiguo escritor e historiador griego de origen egipcio, amigo de Gayo Asinio Polión.

## Biografía
Aunque era griego, fue capturado por los romanos en el año 55 a. C. y llevado a Roma, donde fue comprado por Fausto Cornelio Sila, hijo del dictador Lucio Cornelio Sila. Tuvo abundantes desencuentros con Augusto a causa de su lengua mordaz y terminó siendo expulsado de palacio. Luego quemó sus escritos y marchó a Roma, siendo hospedado en casa de Asinio Polión. También pidió a Cleopatra que entregara Marco Antonio a Octaviano, o que le condenara a muerte.
Se trasladó a Albano donde, según la Suda, murió ahogado en un intento de vomitar después de la cena.

## Obras
Se atribuye a Timágenes la obra I re (Βασιλεῖς), una Historia Universal hasta Julio César, la única de sus obras que ha llegado hasta nosotros. En ella sostiene una posición helenocéntrica de la historia: los griegos son los civilizadores del mundo entonces conocido, respecto de los cuales son deudores el resto de pueblos. Gracias a esta forma de pensar, Timágenes debió haber tenido mucha influencia sobre la cultura histórica de la época, por lo que tanto autores romanos como Tito Livio (que polemizó con él) u otros historiadores como Pompeyo Trogo y más tarde Estrabón utilizaron ampliamente sus obras.
También compuso una Historia de las Galias y una Historia de los reyes, que se han perdido pero que aparecen referenciados en los escritos de Amiano Marcelino.